# Palfau

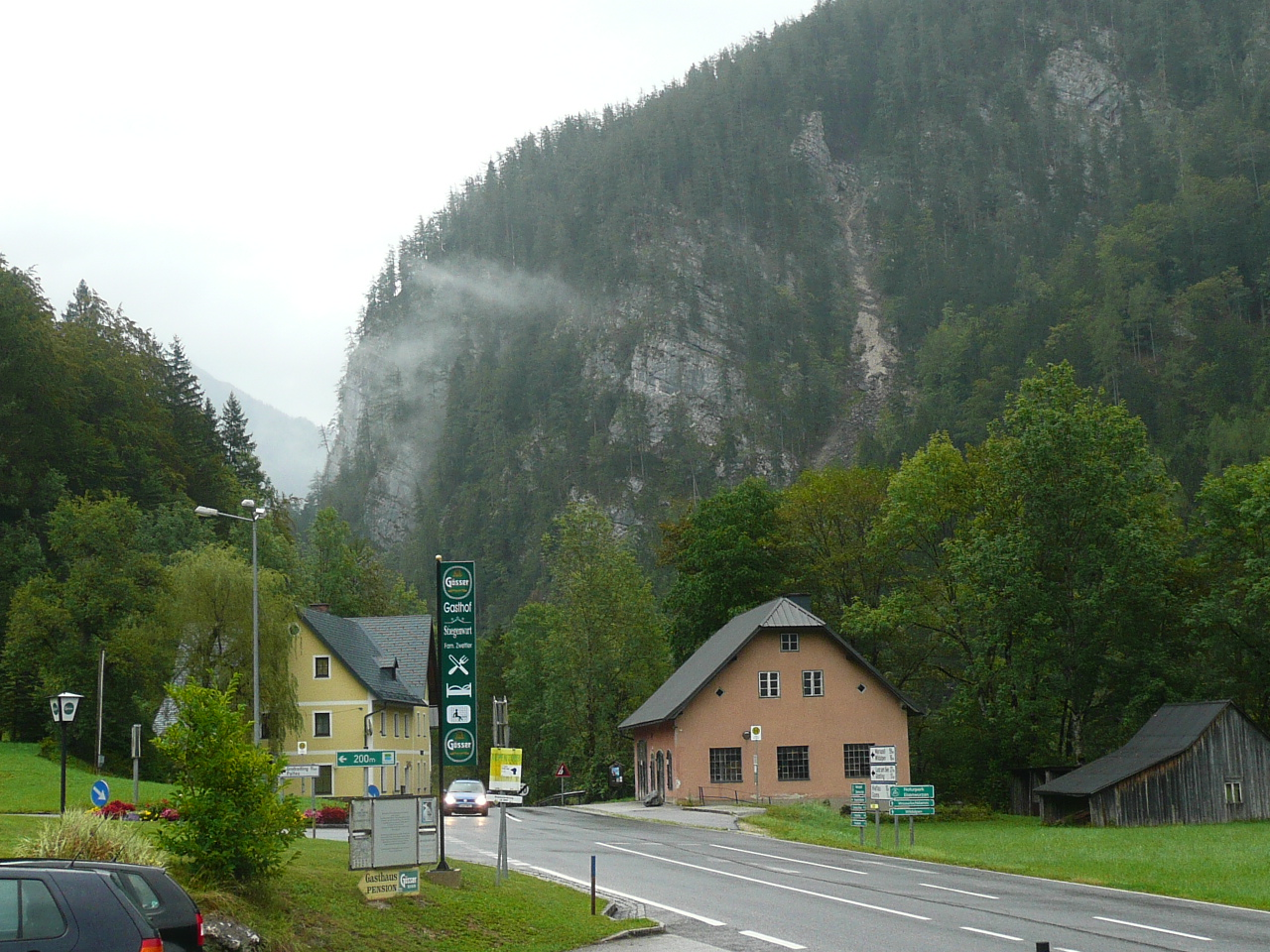
Palfau

Palfau is een plaats en voormalige gemeente in de Oostenrijkse deelstaat Stiermarken. Het is een ortschaft van de gemeente Landl, die deel uitmaakt van het district Liezen.
De gemeente Palfau telde in 2014 394 inwoners. In 2015 ging ze bij een herindeling, samen met Hieflau en Gams bei Hieflau, op in de gemeente Landl.
Admont ·
Aigen im Ennstal ·
Altaussee ·
Altenmarkt bei Sankt Gallen ·
Ardning ·
Bad Aussee ·
Bad Mitterndorf ·
Gaishorn am See ·
Grundlsee ·
Irdning-Donnersbachtal ·
Landl ·
Lassing ·
Liezen ·
Rottenmann ·
Sankt Gallen ·
Selzthal ·
Stainach-Pürgg ·
Trieben ·
Wildalpen ·
Wörschach
Politische Expositur Gröbming:
Aich ·
Gröbming ·
Haus ·
Michaelerberg-Pruggern ·
Mitterberg-Sankt Martin ·
Öblarn ·
Ramsau am Dachstein ·
Schladming ·
Sölk
- Gemeinsame Normdatei: 16091031-6
- Virtual International Authority File: 160087049